# Líquid binari
Un líquid binari és una combinació química que crea una reacció o característica especial com a resultat de la mescla de dues substàncies químiques líquides, normalment inerts o que no tenen cap funció per sí soles. Es produeix una sèrie de productes químics com a resultat de mesclar dues substàncies en un líquid binari, com ara les escumes de plàstic i alguns explosius.